# Пункт назначения — Луна
«Курс на Луну», «Пункт назначения — Луна» (фр. Objectif Lune) — шестнадцатый альбом из серии «Приключения Тинтина» бельгийского карикатуриста Эрже.
Первоначально комикс публиковался еженедельно в бельгийском журнале Tintin с 30 марта по 7 сентября 1950 года и с 9 апреля по 30 октября 1952 года, а затем была опубликована в сборнике Casterman в 1953 году. Связан сквозной сюжетной линией с альбомом «Путешественники на Луне».

## Сюжет
Тинтин, Милу и капитан Хэддок отправляются в путешествие, чтобы присоединиться к профессору Турнесоль, которому правительство Сильдавии поручило тайно построить космический корабль, который полетит на Луну. Прибыв в Центр атомных исследований Спродж, они встречаются с управляющим директором центра мистером Бакстером и помощником Турнесоля, инженером Фрэнком Вольфом. После того, как они стали свидетелями того, как Турнесоль тестирует новый многослойный шлем для запланированной миссии, им сообщают как о его плане, так и о его новом использовании слуховой трубки из-за его характерных проблем со слухом. Хэддок против плана, но из-за того, что он принял трубку Хэддока за слуховую трубку (ошибка, допущенная Хэддоком в обратном порядке и исправленная в соответствующем и последующем пожаре), Турнесоль вместо этого считает, что он согласился. Непилотируемый прототип ракеты-носителя — «X-FLR6» — запущен в окололунную миссию по фотографированию обратной стороны Луны и испытанию ядерного ракетного двигателя. Перед запуском радар центра засекает самолёт, который сбрасывает трех парашютистов недалеко от центра. Один из мужчин погибает из-за неисправности парашюта; инцидент совпадает с прибытием полицейских детективов Дюпона и Дюпонна, которые, как первоначально предполагалось, являются злоумышленниками.
Тинтин отправляется на поиски шпионов, приказывая Хэддоку следовать за ними с базы, так как он подозревает, что внутри находится крот. Вольф следует за Хэддоком из подозрений. Тинтин ловит одного из десантников во время обмена у вентиляционного отверстия, но другой стреляет в него прежде, чем он успевает что-либо сделать. Одновременно на базе происходит временное отключение электроэнергии, и наступает путаница, при этом ни Хэддок (который потерял сознание), ни Вольф (которого схватили детективы) не способны внятно объяснить, что произошло.
Этот инцидент подтверждает подозрения центра, что десантники были агентами иностранной державы, но Тинтин опасается, что попытки отследить любую утечку информации будут тщетными. Ракета успешно запущена и выходит на орбиту Луны, как и планировалось, но по возвращении её перехватывает вышеупомянутая иностранная держава, которая использовала утечку информации о радиоуправлении ракеты. Однако Тинтин предвидел это и попросил Турнесоля установить механизм самоуничтожения для ракеты, и Центр уничтожает ракету, чтобы она не попала в руки врага. Тинтин рассуждает о том, что должен быть внутренний шпион, который слил информацию десантникам, но подозреваемых не обнаружено. Подготовка к экспедиции на Луну с экипажем идет, но после спора с Хэддоком, в котором Хэддок обвиняет Турнесоля в «козлодействе» через слуховую трубку, Турнесоль приходит в ярость и сердито устраивает Хэддоку принудительную экскурсию по лунной ракете. Однако после того, как он сказал капитану смотреть, куда он идет (Звезды выше, капитан! Позади тебя!), Турнесоль забывает смотреть, куда он идет, падает с лестницы и страдает амнезией.
Когда память Турнесоля не удаётся вернуть, Хэддок решает использовать сильный шок, чтобы преодолеть амнезию Турнесоля. Он продолжает пробовать всё более безумные вещи, но его попытки постоянно дают обратный эффект. В конце концов, повторив фразу «ты можешь продолжать вести себя как козел так долго, как тебе нравится», Хэддок успешно и случайно запускает восстановление памяти Турнесоля. После восстановления его знаний о ракете, строительство в конечном итоге завершается, и делаются последние приготовления, а Турнесоль получает настоящий слуховой аппарат для почти идеального прослушивания сигналов передачи. В ночь запуска Хэддок сначала отступает, но, услышав, как Дюпон и Дюпонн заявляют, что он слишком стар, чтобы лететь, он сердито заявляет о своём участии. Экипаж наконец садится в ракету, а затем теряет сознание, когда ракета успешно взлетает из-за внезапной перегрузки. Несмотря на попытки установить контакт, наземная команда не может выйти на связь, и книга заканчивается тем, что ракета летит к Луне, в то время как наземная команда неоднократно кричит: «Земля вызывает Лунную ракету, вы меня принимаете?»

## Экранизации и адаптации
Комикс был включён в мультсериал «Приключения Тинтина» (1957) и мультсериал «Приключения Тинтина» (1991), также альбом был адаптирован для компьютерной игры Tintin on the moon 1989 года и постановки «Приключений» на BBC Radio 5 в 1992–1993 гг.